# کائو لاگان
کائو لاگان (انگلیسی: Kou Luogon؛ زادهٔ ۱۱ ژوئن ۱۹۸۴) ورزشکار دو و میدانی در رشته‌های دو ۴۰۰ متر و دو ۴۰۰ متر بامانع اهل لیبریا است که در بازی‌های آفریقایی برندهٔ ۱ مدال برنز شده‌است.